# Athlétisme aux Jeux sud-américains de 2022
Navigation
Édition précédente
Les épreuves d'athlétisme lors des Jeux sud-américains de 2022 se déroulent du 12 au 15 octobre 2022 à Asuncion au Paraguay.

## Participation
13 nations participent à cette compétition :
- Argentine
- Bolivie
- Brésil
- Chili
- Colombie
- Curaçao
- Équateur
- Panama
- Paraguay
- Pérou
- Suriname
- Uruguay
- Venezuela

## Résultats

### Hommes
| Épreuves          | Or                                                               | Or          | Argent                                                                 | Argent   | Bronze                                                              | Bronze   |
| ----------------- | ---------------------------------------------------------------- | ----------- | ---------------------------------------------------------------------- | -------- | ------------------------------------------------------------------- | -------- |
| 100 m             | Franco Florio (ARG)                                              | 10.35       | Felipe Bardi (BRA)                                                     | 10.37    | Carlos Palacios (COL)                                               | 10.46    |
| 200 m             | Lucas da Silva (BRA)                                             | 20.89       | Anderson Marquinez (ECU)                                               | 20.95    | Rafael Vásquez (VEN)                                                | 21.15    |
| 400 m             | Elián Larregina (ARG)                                            | 45.80       | Kelvis Padrino (VEN)                                                   | 46.41    | Lucas Carvalho (BRA)                                                | 46.47    |
| 800 m             | Chamar Chambers (PAN)                                            | 1:46.99     | José Antonio Maita (VEN)                                               | 1:47.26  | Eduardo Moreira (BRA)                                               | 1:47.39  |
| 1 500 m           | Federico Bruno (ARG)                                             | 3:40.90     | Guilherme Kurtz (BRA)                                                  | 3:41.58  | Santiago Catrofe (URU)                                              | 3:42.57  |
| 5 000 m           | Federico Bruno (ARG)                                             | 13:54.79 GR | Santiago Catrofe (URU)                                                 | 13:55.24 | Ignacio Velásquez (CHI)                                             | 14:01.12 |
| 10 000 m          | Carlos Díaz (CHI)                                                | 29:15.66    | Ignacio Velásquez (CHI)                                                | 29:30.81 | Héctor Garibay (BOL)                                                | 29:35.87 |
| Marathon          | Christian Vascónez (ECU)                                         | 2:16:34 GR  | Derlys Ayala (PAR)                                                     | 2:17:11  | Ernesto Zamora (URU)                                                | 2:17:42  |
| 20 km marche      | Brian Pintado (ECU)                                              | 1:19:43 GR  | David Hurtado (ECU)                                                    | 1:20:44  | Caio Bonfim (BRA)                                                   | 1:21:01  |
| 35 km marche      | Caio Bonfim (BRA)                                                | 2:34:17 GR  | César Rodríguez (PER)                                                  | 2:35:20  | Diego Pinzón (COL)                                                  | 2:35:27  |
| 110 m haies       | Eduardo de Deus (BRA)                                            | 13.70       | Fanor Escobar (COL)                                                    | 13.96    | Gabriel Constantino (BRA)                                           | 14.00    |
| 400 m haies       | Fanor Escobar (COL)                                              | 50.63       | Bruno De Genaro (ARG)                                                  | 50.68    | Hederson Estefani (BRA)                                             | 50.99    |
| 3 000 m steeple   | Gerard Giraldo (COL)                                             | 8:40.28     | Carlos San Martín (COL)                                                | 8:52.46  | Diddier Rodríguez (PAN)                                             | 8:54.61  |
| 4 × 100 m         | Venezuela David Vivas Rafael Vásquez Alexis Nieves Abdel Kalil   | 39.47       | Paraguay Jonathan Wolk Fredy Maidana Nilo Duré César Almirón           | 39.60    | Colombie Jhonny Rentería Carlos Flórez Óscar Baltán Carlos Palacios | 39.74    |
| 4 × 400 m         | Venezuela Julio Rodríguez José Maita Javier Gómez Kelvis Padrino | 3:06.54     | Brésil Lucas da Silva Lucas Carvalho Douglas da Silva Vitor de Miranda | 3:06.79  | Colombie Nicolás Salinas Kevin Mina Neiker Abello Raúl Mena         | 3:09.40  |
| Saut en hauteur   | Thiago Moura (BRA)                                               | 2.19 m      | Gilmar Correa (COL)                                                    | 2.13 m   | Nicolás Numair (CHI)                                                | 2.10 m   |
| Saut à la perche  | Germán Chiaraviglio (ARG)                                        | 5.45 m      | Dyander Pacho (ECU)                                                    | 5.35 m   | Augusto Dutra de Oliveira (BRA)                                     | 5.30 m   |
| Saut en longueur  | José Luis Mandros (PER)                                          | 8.07 m      | Emiliano Lasa (URU)                                                    | 7.93 m   | Jhon Berrio (COL)                                                   | 7.89 m   |
| Triple saut       | Leodan Torrealba (VEN)                                           | 16.31 m     | Frixon Chila (ECU)                                                     | 16.03 m  | Mateus de Sá (BRA)                                                  | 15.98 m  |
| Lancer du poids   | Welington Morais (BRA)                                           | 20.00       | Willian Dourado (BRA)                                                  | 19.77    | Nazareno Sasia (ARG)                                                | 19.73    |
| Lancer du disque  | Claudio Romero (CHI)                                             | 64.99 m GR  | Mauricio Ortega (COL)                                                  | 63.59 m  | Juan José Caicedo (ECU)                                             | 62.10 m  |
| Lancer du marteau | Gabriel Kehr (CHI)                                               | 76.81 m GR  | Humberto Mansilla (CHI)                                                | 74.12 m  | Joaquín Gómez (ARG)                                                 | 73.56 m  |
| Lancer du javelot | Luiz Maurício da Silva (BRA)                                     | 76.90 m     | Billy Julio (COL)                                                      | 74.38 m  | Antonio Ortiz (PAR)                                                 | 70.96 m  |
| Décathlon         | Felipe dos Santos (BRA)                                          | 7692 pts    | Andy Preciado (ECU)                                                    | 7679 pts | Gerson Izaguirre (VEN)                                              | 7449 pts |

### Femmes
| Épreuves               | Or                                                                           | Or          | Argent                                                                           | Argent   | Bronze                                                           | Bronze     |
| ---------------------- | ---------------------------------------------------------------------------- | ----------- | -------------------------------------------------------------------------------- | -------- | ---------------------------------------------------------------- | ---------- |
| 100 m (-0,7 m/s)       | Ana Azevedo (BRA)                                                            | 11.75       | María Florencia Lamboglia (ARG)                                                  | 11.90    | Ángela Tenorio (ECU)                                             | 11.93      |
| 200 m (+0,2 m/s)       | Anahí Suárez (ECU)                                                           | 23.06       | Orangy Jiménez (VEN)                                                             | 23.31    | Ana Azevedo (BRA)                                                | 23.43      |
| 400 m                  | Evelis Aguilar (COL)                                                         | 51.90       | Martina Weil (CHI)                                                               | 51.92    | Anahí Suárez (ECU)                                               | 52.24      |
| 800 m                  | Déborah Rodríguez (URU)                                                      | 2:08.14     | Jaqueline Weber (BRA)                                                            | 2:08.97  | Rosangélica Escobar (COL)                                        | 2:09.56    |
| 1 500 m                | Fedra Luna (ARG)                                                             | 4:14.69 GR  | Mariana Borelli (ARG)                                                            | 4:16.49  | Jaqueline Weber (BRA)                                            | 4:17.50    |
| 5 000 m                | Fedra Luna (ARG)                                                             | 15:41.78 GR | Joselyn Brea (VEN)                                                               | 15:42.70 | Luz Mery Rojas (PER)                                             | 15:49.85   |
| 10 000 m               | Florencia Borelli (ARG)                                                      | 33:43.37    | Daiana Ocampo (ARG)                                                              | 33:46.47 | Luz Mery Rojas (PER)                                             | 33:50.44   |
| Marathon               | Rosa Chacha (ECU)                                                            | 2:34:25 GR  | Soledad Torre (PER)                                                              | 2:37:02  | Helen Baltazar (BOL)                                             | 2:50:31    |
| 20 km marche           | Glenda Morejón (ECU)                                                         | 1:31:34 GR  | Viviane Lyra (BRA)                                                               | 1:32:31  | Evelyn Inga (PER)                                                | 1:35:49    |
| 35 km marche           | Viviane Lyra (BRA)                                                           | 2:50:57 GR  | Karla Jaramillo (ECU)                                                            | 2:54:01  | Evelyn Inga (PER)                                                | 2:54:54    |
| 100 m haies (+0,2 m/s) | Yoveinny Mota (VEN)                                                          | 13.60       | Micaela de Mello (BRA)                                                           | 13.69    | María Alejandra Murillo (COL)                                    | 14.06      |
| 400 m haies            | Valeria Cabezas (COL)                                                        | 57.17       | Chayenne da Silva (BRA)                                                          | 57.91    | Liliane Parrela (BRA)                                            | 57.92      |
| 3 000 m steeple        | Belén Casetta (ARG)                                                          | 10:23.28    | Mirelle da Silva (BRA)                                                           | 10:25.28 | Stefany López (COL)                                              | 10:26.82   |
| 4 × 100 m              | Colombie Angélica Gamboa Evelyn Rivera Melany Bolaño María Alejandra Murillo | 44.61       | Chili Macarena Borie María Ignacia Montt Isidora Jiménez Javiera Cañas           | 45.04    | Brésil Vida Aurora Ana Azevedo Gabriela Mourão Micaela de Mello  | 45.43      |
| 4 × 400 m              | Colombie Lina Licona Rosangélica Escobar Valeria Cabezas Evelis Aguilar      | 3:31.30 GR  | Brésil Tábata de Carvalho Liliane Parrela Maria Victória de Sena Tiffani Marinho | 3:35.61  | Chili Rocío Muñoz Berdine Castillo Poulette Cardoch Martina Weil | 3:37.58    |
| Saut en hauteur        | Valdileia Martins (BRA)                                                      | 1.87 m      | Glenka Antonia (CUW)                                                             | 1.81 m   | Sarah Freitas (BRA)                                              | 1.78 m     |
| Saut à la perche       | Robeilys Peinado (VEN)                                                       | 4.20 m      | Juliana Campos (BRA)                                                             | 4.20 m   | Isabel de Quadros (BRA)                                          | 4.10 m     |
| Saut en longueur       | Leticia Melo (BRA)                                                           | 6.64 m      | Natalia Linares (COL)                                                            | 6.43 m   | Yuliana Angulo (ECU)                                             | 6.22 m     |
| Triple saut            | Gabriele dos Santos (BRA)                                                    | 13.74 m     | Liuba Zaldívar (ECU)                                                             | 13.49 m  | Núbia Soares (BRA)                                               | 13.10 m    |
| Lancer du poids        | Natalia Duco (CHI)                                                           | 17.08 m     | Ivana Gallardo (CHI)                                                             | 16.73 m  | Ana Caroline da Silva (BRA)                                      | 16.40 m    |
| Lancer du disque       | Izabela da Silva (BRA)                                                       | 60.86 m GR  | Andressa de Morais (BRA)                                                         | 60.10 m  | Karen Gallardo (CHI)                                             | 57.62 m    |
| Lancer du marteau      | Rosa Rodríguez (VEN)                                                         | 68.90 m     | Mayra Gaviria (COL)                                                              | 65.40 m  | Ximena Zorrilla (PER)                                            | 62.78 m    |
| Lancer du javelot      | Flor Ruiz (COL)                                                              | 62.97 m GR  | Jucilene de Lima (BRA)                                                           | 62.42 m  | Juleisy Angulo (ECU)                                             | 61.10 m NR |
| Heptathlon             | Martha Araújo (COL)                                                          | 6112 pts GR | Ana Camila Pirelli (PAR)                                                         | 5756 pts | Joice Micolta (ECU)                                              | 5396 pts   |

### Mixte
| Épreuves  | Or                                                                                        | Or         | Argent                                                             | Argent  | Bronze                                                             | Bronze  |
| --------- | ----------------------------------------------------------------------------------------- | ---------- | ------------------------------------------------------------------ | ------- | ------------------------------------------------------------------ | ------- |
| 4 × 400 m | Brésil Anderson Freitas Maria Victória de Sena Douglas Mendes da Silva Tábata de Carvalho | 3:21.53 GR | Équateur Francisco Tejeda Evelyn Mercado Alan Minda Nicole Caicedo | 3:22.27 | Colombie Nicolás Salinas Rosangélica Escobar Raúl Mena Lina Licona | 3:22.87 |

## Légende
Records et Performances
- AR : Record continental (area record)
- CR : Record des championnats (championship record)
- MR : Record du meeting (meet record)
- NR : Record national (national record)
- OR : Record olympique (olympic record)
- PR : Record paralympique (paralympic record)
- PB : Record personnel (personal best)
- SB : Meilleure performance personnelle de la saison (season's best)
- WL : Meilleure performance mondiale de l'année (world leader)
- WJR : Record du monde junior (world junior record)
- WR : Record du monde (world record)

Circonstances et Conditions
- DNF : N'a pas terminé (did not finish)
- DNS : N'a pas pris le départ (did not start)
- DQ : Disqualification (disqualification)
- NM : Aucun essai valable enregistré (No Mark)
- Q : Qualifié « directement » au prochain tour (ou à la prochaine compétition), lors d'une compétition majeure, grâce au classement ou à la réalisation des minima (automatic qualifier)
- q : Qualifié au prochain tour (ou à la prochaine compétition), lors d'une compétition majeure, grâce au repêchage ou à la réalisation de l'une des meilleures performances parmi celles des « non qualifiés directement » (grâce au meilleur temps ou à la meilleure distance par exemple) (secondary qualifier)